# Ballet royal de Flandre

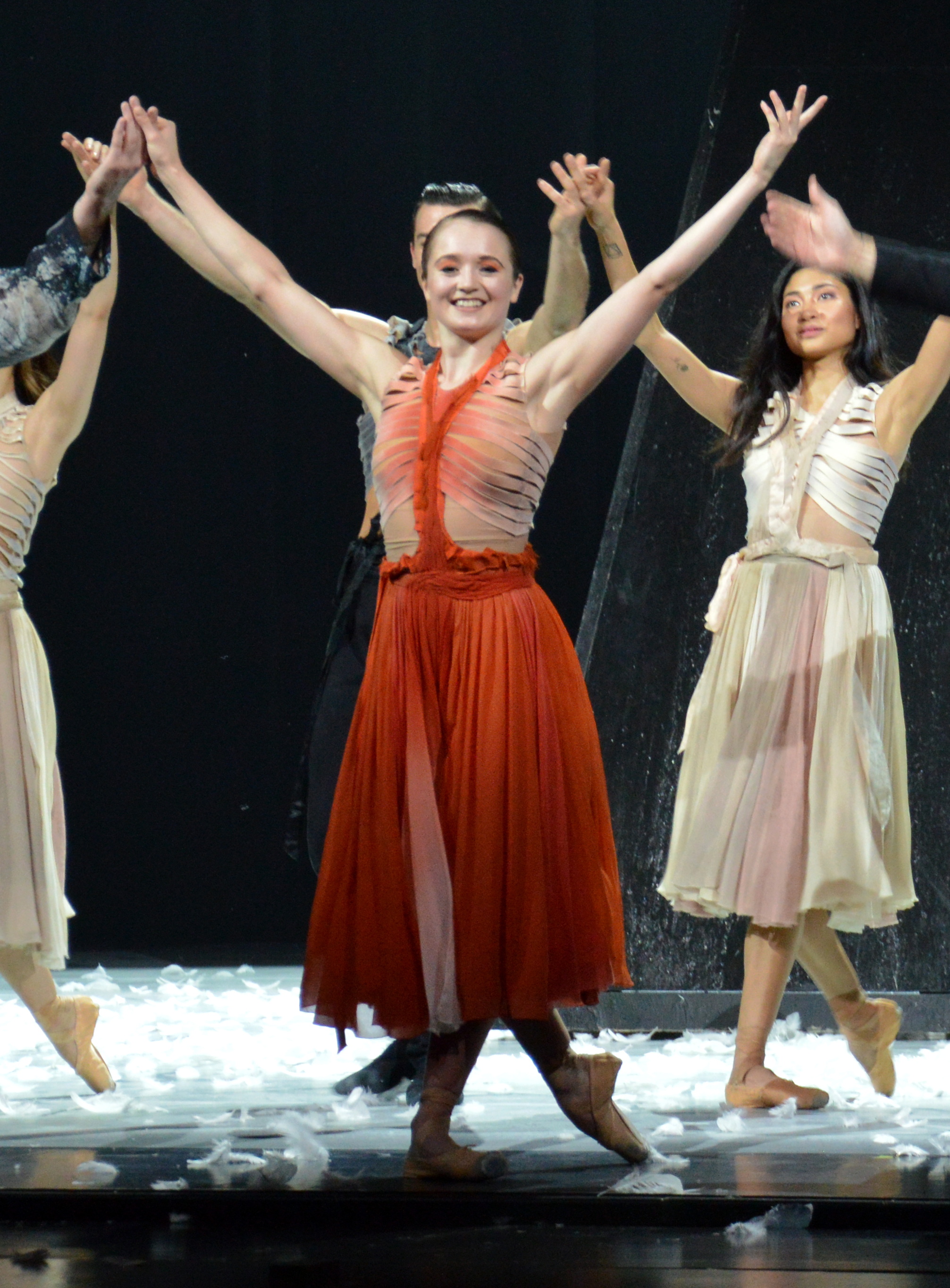
Nancy Osbaldeston s'inclinant après la représentation de L'Oiseau de Feu pour le Ballet Vlaanderen à Gand, le 15 octobre 2017.

Le Ballet royal de Flandre (parfois appelé Ballet royal des Flandres ; en néerlandais Koninklijk Ballet van Vlaanderen) est une compagnie de ballet fondée à Anvers en 1969 par Jeanne Brabants.

## Historique
Fondée deux ans après le Ballet royal de Wallonie, elle est l’unique compagnie de ballet classique en Belgique.
En 1984, Jeanne Brabants se retire de la direction artistique qui échoit au chorégraphe russe Valery Panov. Congédié en 1987, Panov est remplacé par Robert Denvers.
Depuis 2005, le Ballet est dirigé par le tandem Kathryn Bennetts (directrice artistique) et Jan Nuyts (directeur adjoint).
D’aout 2013 à fin mai 2022, le Français Olivier Patey est le Maitre de ballet.
De 2015 à 2022, le ballet est dirigé par Sidi Larbi Cherkaoui,.